# Wut Tola
Wut Tola (Battambang, 6 de octubre de 2002) es un futbolista camboyano que juega en la demarcación de delantero para el Visakha FC de la Liga C de Camboya.

## Selección nacional
Tras jugar en varias categorías inferiores de la selección, finalmente hizo su debut con la selección de fútbol de Camboya en un partido de clasificación para la Copa Mundial de Fútbol de 2022 contra Baréin que finalizó con un resultado de 8-0 tras los goles de Mohamed Al-Romaihi y Jasim Al-Shaikh, y los dobletes de Kamil Al-Aswad, Ali Madan y Ismail Abdul-Latif.

## Clubes
| Club         | País    | Año       | Partidos | Goles |
| ------------ | ------- | --------- | -------- | ----- |
| Prey Veng FC | Camboya | 2020-2021 | 2        | 1     |
| Visakha FC   | Camboya | 2021-     | 11       | 3     |